# 天津市财政局
天津市财政局是中华人民共和国天津市人民政府主管财政工作的组成部門。

## 下属机构
- 办公室
- 综合规划处
- 法制处
- 税政处
- 预算处（控制社会集团购买力办公室）
- 国库处
- 行政政法处
- 教科文处
- 经济建设一处（企业二处）
- 经济建设二处
- 农业处
- 社会保障处
- 企业一处
- 金融处
- 外经处
- 会计处
- 财政监督处
- 农业综合开发办公室
- 流转税管理处
- 企业所得税管理处
- 个人所得税管理处
- 地方税管理处
- 征收管理处
- 税务稽查处
- 税收计会处
- 人事教育处
- 行政处
- 监察室（纪检组）
- 机关党委办公室
- 工会
- 老干部处
- 信息化处
- 政府采购办公室
- 农村综合改革工作领导小组办公室[1]